# Камерин Антисций Вет
Камерин Антисций Вет (на латински: Camerinus Antistius Vetus) e политик и сенатор на Римската империя през 1 век.
Произлиза от фамилията Антисции и е син на Гай Антисций Вет (консул 23 г.) и Сулпиция, дъщеря на Квинт Сулпиций Камерин (консул 9 г.). Той е брат на Гай Антисций Вет (консул 50 г.) и вероятно на Луций Антисций Вет (консул 55 г.).
През 43 г. той е претор urbanus. По времето на Клавдий от 1 до 14 март 46 г. Анитсций Вет e суфектконсул заедно с консула за цялата година Марк Юний Силан на мястото на Децим Валерий Азиатик. След това на мястото му суфектконсул става Квинт Сулпиций Камерин (15 март-юни), последван от Децим Лелий Балб (1 юли−август/септември) и накрая от Гай Терентий Тулий Гемин (септември/октомври−декември). 